# Эрбеццо
Эрбе́ццо (итал. Erbezzo) — коммуна в Италии, располагается в провинции Верона области Венеция.
Население составляет 785 человек (2008 г.), плотность населения составляет 24 чел./км². Занимает площадь 32 км². Почтовый индекс — 37020. Телефонный код — 045.
Покровителями коммуны почитаются святые апостолы Филипп и Иаков Младший, празднование 3 мая.

## История
Местность была заселена в 13-м веке. Епископ Вероны Бартоломео делла Скалла в 1287 году пригласил лесорубов из Баварии для расчистки горных районов от леса. Сначала был построен один постоянный дом, впоследствии на зачищенной местности образовались крупные общины и даже появилось 13 муниципалитетов. 

## Демография
Динамика населения:

## Администрация коммуны
- Официальный сайт: http://www.comune.erbezzo.vr.it/ Архивная копия от 26 января 2010 на Wayback Machine